# ده شیخ (نهبندان)
ده شیخ روستایی در دهستان عربخانه بخش شوسف شهرستان نهبندان استان خراسان جنوبی ایران است. ابولفضل قربانی شخص مهم روستا هستش فرزند محمدو نوه شرف هستش

## جمعیت
بر پایه سرشماری عمومی نفوس و مسکن در سال ۱۳۹۵ جمعیت این روستا ۲۳ نفر (۸خانوار) بوده‌است.